# 尼可·赫伯曼
尼可·赫伯曼（Arie Nicolaas Habermann ／ Nico Habermann，1932年6月26日—1993年8月8日），荷蘭電腦科學家。
赫伯曼分別於1953年和1958年於阿姆斯特丹自由大學取得數學學士和碩士學位。當了一陣子數學教師之後，1967年他於埃因霍温理工大学得到應用數學博士學位，指導教授為著名的艾兹赫尔·戴克斯特拉。
1968年，赫伯曼以客席研究者的身分加入卡内基·梅隆大学。1969年他當上電腦科學系副教授，1974年正教授，1979年擔任代理系主任，1980至1988年擔任學系主任。
1986至1993年逝世，赫伯曼亦於上海交通大学任兼職教授。
大約1970年，赫伯曼聯同 William Wulf 、 D. B. Russell 發明了系統程式語言BLISS；不過BLISS誕生後不久C語言便大大流行，令BLISS在電腦科學的歷史只留下短暫的足印。
1993年因心臟病發身故。
1994年，美國計算研究會（Computing Research Association）設立尼可·赫伯曼獎，頒授予促進「代表性不足群體」（例如女性和有色人種）更多參與電腦科學研究的人，包括從研究層面和倡導層面努力的人。 （页面存档备份，存于）

## 外部連結
- 關於BLISS的論文 （页面存档备份，存于）（PDF格式）
- 卡内基·梅隆大学內關於赫伯曼的館藏目錄 （页面存档备份，存于）（英語）